# Typhloiulus albanicus
Typhloiulus albanicus är en mångfotingart som beskrevs av Carl Graf Attems 1929. Typhloiulus albanicus ingår i släktet Typhloiulus och familjen kejsardubbelfotingar. Inga underarter finns listade i Catalogue of Life.